# Symbole du recyclage

Le ruban de Möbius est le logo universel des matériaux recyclables.

Le symbole de recyclage est un pictogramme identifiant un produit potentiellement recyclable. Il consiste en un dessin représentant trois flèches dont chacune d'elles pointe vers l'empennage d'une des deux autres, de manière à évoquer un ruban de Möbius en forme de triangle, éventuellement de couleur verte. Cet anneau ou triangle de Möbius créé par le graphiste Gary Anderson (en), est le logo universel des matériaux recyclables depuis qu'il a reçu sa consécration à l'issue d'un concours créé en marge du premier Jour de la Terre en avril 1970.
Il est représenté dans le standard Unicode par les caractères ♲ (U+2672) et ♻ (U+267B), tous deux dans le bloc U+2600 à U+26FF « Symboles divers ».

## Destination

A Taiwan, le logo officiel est constitué de 4 flèches.

Ce type de logo est parfois assorti d'un commentaire tel que Contient des matériaux recyclés.
Sans mention particulière, le logo indique simplement que le produit est recyclable. Rien ne garantit cependant que le produit soit bien effectivement recyclé. S’il est accompagné d’un pourcentage, en revanche, il indique que le produit ou l’emballage contient des matières recyclées (le pourcentage en précise la quantité).
Les bonnes pratiques d’utilisation de ce logo sont définies par la norme internationale ISO 14021 relative aux autodéclarations environnementales (1999).
L’utilisation de la boucle de Moebius n'est pas contrôlée par une autorité reconnue. Elle est sous la pleine et entière responsabilité de l’industriel.
Ce logo est souvent confondu avec le Point vert,.
Le triman (silhouette humaine avec trois flèches symbolisant le tri) signifie pour sa part que le produit est recyclable.
Certains logotypes ne respectent pas une symétrie exacte entre les représentations des boucles.

## Cas particulier

### Le verre
Il existe plusieurs logotypes concernant le verre, indiquant qu'un produit ou un emballage est composé de verre recyclable.
Un exemple de logo représente un cercle fléché avec au centre une bouteille. C'est toutefois un logo non spécifique, concernant le recyclage en général, qui est généralement apposé sur les produits en verre recyclable. 
La Commission européenne propose un autre logo afin d'inciter les consommateurs à déposer leurs emballages en verre dans les conteneurs prévus à cet effet. Selon la nature du verre, il existe une codification européenne pour faciliter le recyclage (70 à 79 pour le verre).

Logo indiquant que le récipient doit être jeté dans un conteneur spécial
Code européen pour le recyclage du verre incolore
Code européen pour le recyclage du verre coloré vert
Code européen pour le recyclage du verre coloré marron

Tout le verre n'est pas recyclable, certains matériaux étant constitués de métaux lourds qui ne peuvent pas en être recyclés (ex: vaisselle, vase...).

### Les plastiques
Pour les plastiques, au centre du triangle, un chiffre indique le type du plastique, parfois associé sous le triangle aux lettres initiales de son nom (voir la Liste des codes des polymères issue des normes ISO).

### Les métaux
Pour les métaux, le symbole peut prendre diverses formes, notamment l'image d'un aimant ou celle d'un ruban de Möbius avec le nom du métal au centre.

Logo avec des flèches autour du nom du métal concerné.
Logo avec aimant, pour le recyclage de l’acier.

### Les papier et cartons
Les codes de recyclage (en) européens indiquent par un numéro à l'intérieur d'un ruban de Möbius plein, le matériau qui a permis de fabriquer l'article afin de faciliter son recyclage, sans pour autant le garantir. Pour les papiers et cartons (abréviation PAP avec une numérotation réservée de 20 à 39), en 1997, le numéro 20 désigne le carton ondulé, le 21 le carton non ondulé et enfin le 22 le papier (journaux, livres, magazines, sacs en papier, etc.). 
A noter que les numéros 23 correspondant à des articles à base de triacétate de cellulose comme par exemple des feuilles transparentes de « cello », et 39 correspondant à des peintures du type gouache en méthylcellulose, sont utilisés en code de recyclage, notamment par l'industrie chinoise.
|                         |
| code 20 : carton ondulé |

|                             |
| code 21 : carton non ondulé |

|                  |
| code 22 : papier |

Par ailleurs, différents pictogrammes, labels et logotypes, identifient du papier recyclé dans différents pays. 

#### En France
Un symbole est décerné par l'APUR (Association des Producteurs et Utilisateurs de Papier Recyclé). Il indique la proportion de fibres cellulosiques de récupération utilisées et comporte un numéro d’agrément.
Attention au logo Revipac (signifiant « Revivre le packaging », association créée par des acteurs de l'emballage papier-carton, et qui a contribué avec d'autres filières de matériaux industriels, à la création l'entreprise « Eco-Emballages ») qui n'indique pas que le papier est recyclé ou recyclable. Il s'agit seulement du logo de l'entreprise, proposant une offre de service dans le cadre de la Responsabilité élargie du producteur (REP), et utilisant le ruban de Möbius au centre de sa marque, ce qui peut être source de confusion. En effet, un produit portant éventuellement ce logo indique simplement qu'il est recyclable et garantit qu'il sera recyclé à condition d'être collecté selon un cahier des charges précis.
|                                                                |
| Le symbole de l'APUR indiquant la proportion de papier recyclé |

|                        |
| Le pictogramme REVIPAC |

#### En Grande-Bretagne
En Grande-Bretagne, un pictogramme est décerné par la NAPM (National Association of Paper Merchants). Il représente une flèche circulaire, au centre de laquelle se trouve la proportion de fibres cellulosiques de récupération utilisées.
|                                             |
| Pictogrammes anglais NAPM de papier recyclé |

#### En Allemagne
D'origine allemande, le label privé de « L'Ange Bleu » est attribué aux produits qui se comportent de façon favorable vis-à-vis de l'environnement. Il est donc apposé sur certains papiers garantis 100 % recyclés.
Le pictogramme RESY (signifiant Recycling System, et correspondant à l'organisme constitué de fabricants de papiers) garantit le recyclage des cartons, s'ils sont récupérés selon un cahier des charges précis. Il représente un ruban de Möbius, au centre duquel se trouve le logo RESY.
|                                            |
| Label de « l'Ange bleu » (Der blaue engel) |

|                           |
| Pictogramme allemand RESY |

#### En Scandinavie
Le label environnemental « Le Cygne blanc » (The Nordic Swan), utilisé en Norvège, Suède, Danemark, Finlande et Islande, encourage une conception durable des produits. Il est donc apposé sur certains papiers recyclés.
|                                     |
| Label scandinave du « Cygne blanc » |

#### En Europe
Voir l'article : Écolabel européen
Plus généralement, les papiers et cartons recyclés peuvent recevoir l'Écolabel européen.
|                             |
| Logo de l'Écolabel européen |

### Les emballages réutilisables

Symbole des emballages réutilisables.

Le label Emballage réutilisable indique que l'emballage peut être réutilisé avec ou sans traitement, par exemple un nettoyage.

#### Description
Les emballages réutilisables les plus courants sont les bouteilles en verre ou les palettes de bois. Ce genre d'emballage peut être utilisé plusieurs fois pour le même usage, après nettoyage éventuel. Le plus souvent, ce type d’emballage est consigné : le consommateur paie une somme d’argent pour l’emporter et récupère cette somme en restituant l’emballage vide. La lourdeur du dispositif, la contrainte écologique du transport d’emballages vides et de leur nettoyage ont considérablement réduit la réutilisation. Désormais, elle se limite essentiellement aux emballages industriels : fûts, caisses spéciales, palettes etc.

#### Directive européenne
La directive européenne 94/62/CE définit la réutilisation comme une des possibilités de valoriser un emballage. La norme EN 13427 précise les conditions. Un emballage réutilisable doit impérativement être élaboré dans un matériau recyclable (la bouteille en verre est broyée et fondue pour façonner d'autres articles en verre) ou valorisable énergétiquement (incinération avec récupération de la chaleur) ou compostable. Attention, un verre à moutarde qu'on utilise ensuite comme verre à boire n'est pas une réutilisation, c'est un détournement d'usage non conforme à la définition réglementaire[réf. nécessaire].
Les sacs plastiques remis à la caisse des magasins peuvent aussi être considérés comme un emballage réutilisable[réf. nécessaire]. En effet, ils peuvent être réutilisés pour faire d’autres courses, ou ils peuvent aussi être employés comme sac poubelle. Ce qui est en théorie un geste pour l’environnement, si le sac est en plastique rapidement dégradable, peut dans le cas contraire devenir, en réalité, une catastrophe aux conséquences funestes pour les animaux qui les ingèrent malencontreusement. De nombreuses tortues marines ont péri étouffées après avoir absorbé un sac plastique qu'elles avaient confondu avec une méduse[réf. souhaitée].
Son logo représente deux flèches noires circulaires tournant dans le même sens.